# Lom-et-Djérem
Le Lom-et-Djérem est un département du Cameroun situé dans la région de l'Est. Son chef-lieu est Bertoua.

## Situation
Le département est situé à l'est du pays, il est frontalier de la République centrafricaine.
| Djérem       | Mbéré         |              |
| Mbam-et-Kim  | Lom-et-Djérem | Nana-Mambéré |
| Haute-Sanaga | Haut-Nyong    | Kadey        |

## Organisation territoriale
Le département est découpé en 8 arrondissements et/ou communes :
- Bélabo ;
- Bertoua Ier ;
- Bertoua IIe ;
- Bétaré-Oya ;
- Diang ;
- Garoua-Boulaï ;
- Mandjou ;
- Ngoura.

## Environnement
- Parc national de Deng Deng (52 347 ha)

### Sources
- Décret no 2007/115 du 13 avril 2007 et décret no 2007/117 du 24 avril 2007